# Grand Prix Formule 1 van Frankrijk 1952
De Grand Prix Formule 1 van Frankrijk 1952 werd gehouden op 6 juli op het circuit van Rouen-Les-Essarts in Rouen. Het was de vierde race van het seizoen.

## Uitslag
| Pos. | Nr. | Coureur                           | Constructeur          | Rondes | Tijd / Oorzaak uitval | Grid | Punten |
| ---- | --- | --------------------------------- | --------------------- | ------ | --------------------- | ---- | ------ |
| 1    | 8   | Alberto Ascari                    | Ferrari               | 77     | 3:00:20,2             | 1    | 9S     |
| 2    | 10  | Giuseppe Farina                   | Ferrari               | 76     | + 1 Ronde             | 2    | 6      |
| 3    | 12  | Piero Taruffi                     | Ferrari               | 75     | + 2 Rondes            | 3    | 4      |
| 4    | 2   | Robert Manzon                     | Gordini               | 74     | + 3 Rondes            | 5    | 3      |
| 5    | 44  | Maurice Trintignant               | Simca-Gordini-Gordini | 72     | + 5 Rondes            | 6    | 2      |
| 6    | 22  | Peter Collins                     | HWM-Alta              | 70     | + 7 Rondes            | 8    |        |
| 7    | 4   | Jean Behra                        | Gordini               | 70     | + 7 Rondes            | 4    |        |
| 8    | 28  | Philippe Étancelin                | Maserati              | 70     | + 7 Rondes            | 18   |        |
| 9    | 20  | Lance Macklin                     | HWM-Alta              | 70     | + 7 Rondes            | 14   |        |
| 10   | 24  | Yves Giraud Cabantous             | HWM-Alta              | 68     | + 9 Rondes            | 10   |        |
| 11   | 34  | Rudolf Fischer Peter Hirt         | Ferrari               | 66     | + 11 Rondes           | 17   |        |
| 12   | 38  | Gianfranco Comotti                | Ferrari               | 63     | + 14 Rondes           | 16   |        |
| NF   | 6   | Prince Bira                       | Gordini               | 56     | As                    | 7    |        |
| NF   | 42  | Mike Hawthorn                     | Cooper-Bristol        | 51     | Ontsteking            | 15   |        |
| NF   | 16  | Toulo de Graffenried Harry Schell | Maserati              | 34     | Remmen                | 12   |        |
| NF   | 26  | Peter Whitehead                   | Alta                  | 17     | Koppeling             | 13   |        |
| NF   | 14  | Louis Rosier                      | Ferrari               | 17     | Motor                 | 9    |        |
| NF   | 32  | Johnny Claes                      | Simca-Gordini-Gordini | 15     | Motor                 | 20   |        |
| NF   | 18  | Harry Schell                      | Maserati              | 7      | Versnellingsbak       | 11   |        |
| NF   | 40  | Piero Carini                      | Ferrari               | 2      | Motor                 | 19   |        |

## Statistieken
| Pole-position | Alberto Ascari | Ferrari | 2:14.8 |
| Snelste ronde | Alberto Ascari | Ferrari | 2:17.3 |

## Noot
- Dit was het debuut voor de Italiaanse coureur Piero Carini.
- Dit was de negende podiumplaats voor Giuseppe Farina, en daarmee vestigde hij een nieuw record. Hij verbrak het record van Juan Manuel Fangio (8) gevestigd tijdens de Grote Prijs van Spanje 1951.
- Dit was de tiende Grand Prix-winst voor een Italiaanse coureur.

1906 · 1907 · 1908 · 1912 · 1913 · 1914 · 1921 · 1922 · 1923 · 1924 · 1925 · 1926 · 1927 · 1928 · 1929 · 1930 · 1931 · 1932 · 1933 · 1934 · 1935 · 1936 · 1937 · 1938 · 1939 · 1947 · 1948 · 1949 · 1950 · 1951 · 1952 · 1953 · 1954 · 1956 · 1957 · 1958 · 1959 · 1960 · 1961 · 1962 · 1963 · 1964 · 1965 · 1966 · 1967 · 1968 · 1969 · 1970 · 1971 · 1972 · 1973 · 1974 · 1975 · 1976 · 1977 · 1978 · 1979 · 1980 · 1981 · 1982 · 1983 · 1984 · 1985 · 1986 · 1987 · 1988 · 1989 · 1990 · 1991 · 1992 · 1993 · 1994 · 1995 · 1996 · 1997 · 1998 · 1999 · 2000 · 2001 · 2002 · 2003 · 2004 · 2005 · 2006 · 2007 · 2008 · 2018 · 2019 · 2021 · 2022